# Färbung von Flüssigkeiten
Die Untersuchung der Färbung von Flüssigkeiten ist in der Pharmazie eine Prüfmethode zur Charakterisierung der Farbstärke einer Flüssigkeit im Bereich der Farben Braun, Gelb und Rot. Diese Prüfung ist in einigen Monographien des Europäischen Arzneibuchs ein analytisches Freigabekriterium für Arzneistoffe.
Farblos bedeutet demnach, dass die untersuchte Flüssigkeit das Aussehen von Wasser oder des Lösungsmittels hat oder nicht stärker gefärbt ist als eine genau definierte Farbvergleichslösung.
Die Herstellung der Farbvergleichslösungen und die Durchführung der Prüfung ist im Europäischen Arzneibuch beschrieben.